# St. Veit (Berg)

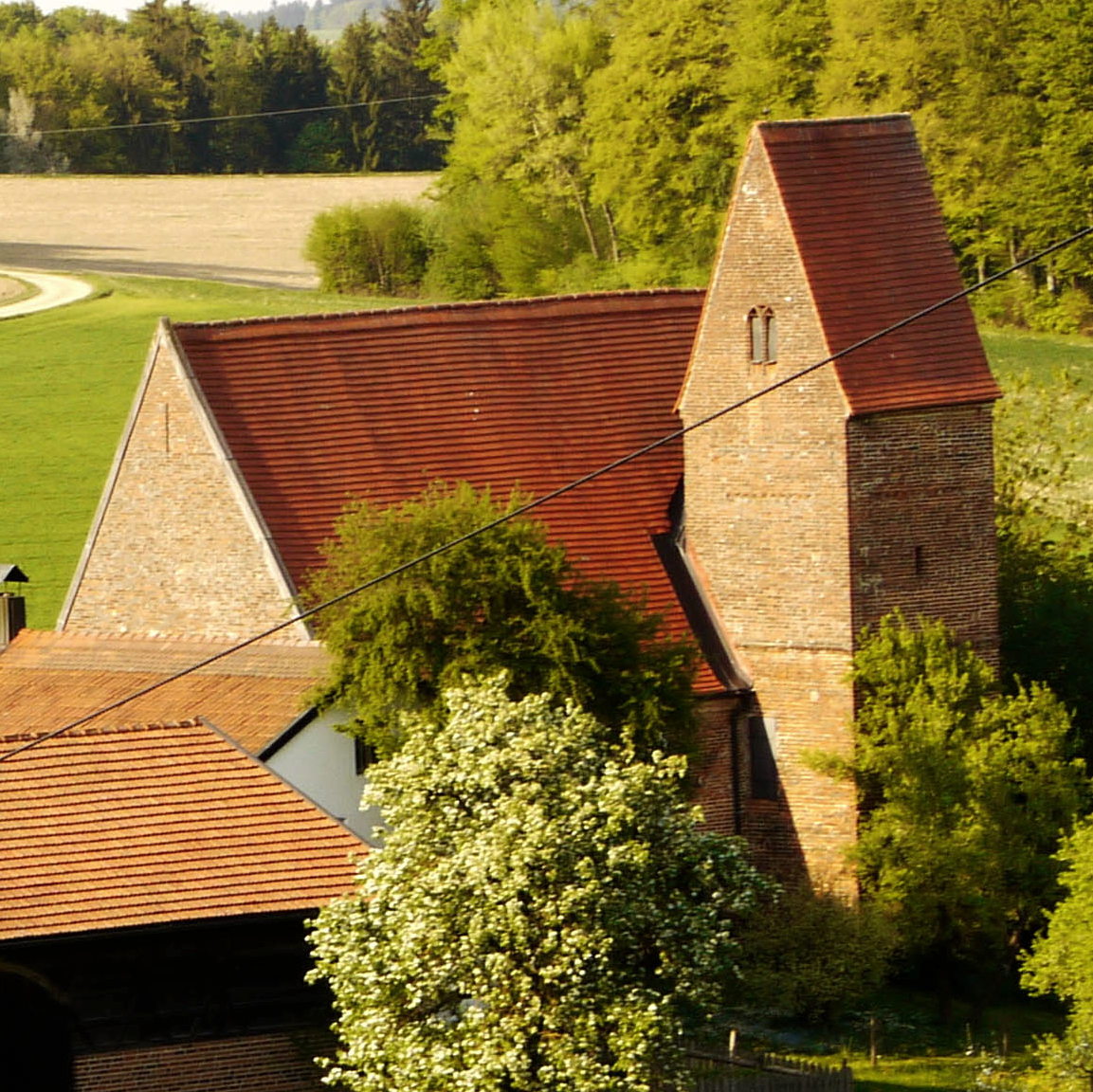
St. Veit in Berg

Die römisch-katholische Filialkirche St. Veit steht in Berg, einem Gemeindeteil von Reischach im oberbayerischen Landkreis Altötting. Das Bauwerk ist als Baudenkmal unter der Nr. D-1-71-129-15 eingetragen. Die Kirche gehört zum Bistum Passau.

## Beschreibung
Die Saalkirche wurde in der ersten Hälfte des 15. Jahrhunderts aus unverputzten Backsteinen erbaut. Sie besteht aus einem Langhaus, einem eingezogenen, dreiseitig geschlossenen Chor mit zwei Jochen und einem Chorflankenturm an dessen Südwand, der mit einem Satteldach bedeckt ist. In seinen Giebeln befinden sich die als Biforien gestalteten Klangarkaden.
Der Innenraum des Langhauses ist mit einer Holzbalkendecke überspannt, der des Chors mit einem Netzgewölbe. Im Erdgeschoss des Chorflankenturms befindet sich die Sakristei. Der Hochaltar wird von sechs Säulen flankiert. Im Altarretabel wurden 1801 die Vierzehn Nothelfer dargestellt.